# Вэньшань (Вэньшань)
Вэньша́нь (кит. упр. 文山, пиньинь Wénshān) — городской уезд Вэньшань-Чжуан-Мяоского автономного округа провинции Юньнань (КНР).

## История
Во времена империи Цин в 1666 году из Линьаньской управы (临安府) была выделена Кайхуаская управа (开化府), власти которой разместились в находящемся здесь посёлке Кайхуачжэнь (开化镇). В 1730 году для администрирования территории, прилегающей к месту размещения властей управы, был образован уезд Вэньшань (文山县). После Синьхайской революции в Китае была произведена реформа структуры административного деления, в ходе которой управы были упразднены, и в 1913 году Кайхуаская управа была расформирована, а уезд Вэньшань был переименован в Кайхуа (开化县). Однако выяснилось, что в провинции Чжэцзян уже существует уезд с точно таким же названием, и поэтому в 1914 году уезду было возвращено название Вэньшань.
После вхождения провинции Юньнань в состав КНР в 1950 году был образован Специальный район Вэньшань (文山专区), и уезд вошёл в его состав.
Постановлением Госсовета КНР от 24 мая 1957 года Специальный район Вэньшань был преобразован в Вэньшань-Чжуан-Мяоский автономный округ.
В октябре 1958 года в состав уезда Вэньшань вошла часть земель расформированного уезда Кайюань, а в сентябре 1960 года к уезду Вэньшань был присоединён уезд Яньшань (земли бывшего уезда Кайюань были при этом переданы в состав городского уезда Гэцзю). В марте 1962 года уезд Яньшань был воссоздан.
Постановлением Госсовета КНР от 2 декабря 2010 года уезд Вэньшань был преобразован в городской уезд.

## Административное деление
Городской уезд делится на 3 уличных комитета, 7 посёлков, 2 волости и 5 национальных волостей.